# Jeurre
Jeurre és un municipi francès situat al departament del Jura i a la regió de Borgonya - Franc Comtat. L'any 2007 tenia 252 habitants.

## Demografia

### Població
El 2007 la població de fet de Jeurre era de 252 persones. Hi havia 106 famílies de les quals 20 eren unipersonals (12 homes vivint sols i 8 dones vivint soles), 47 parelles sense fills i 39 parelles amb fills.
La població ha evolucionat segons el següent gràfic:
Habitants censats

### Habitatges
El 2007 hi havia 134 habitatges, 106 eren l'habitatge principal de la família, 20 eren segones residències i 8 estaven desocupats. 111 eren cases i 23 eren apartaments. Dels 106 habitatges principals, 77 estaven ocupats pels seus propietaris i 29 estaven llogats i ocupats pels llogaters; 1 tenia una cambra, 9 en tenien dues, 17 en tenien tres, 32 en tenien quatre i 47 en tenien cinc o més. 81 habitatges disposaven pel capbaix d'una plaça de pàrquing. A 50 habitatges hi havia un automòbil i a 53 n'hi havia dos o més.

### Piràmide de població
La piràmide de població per edats i sexe el 2009 era:
| Homes | Edats   | Dones |
| ----- | ------- | ----- |
| 0     | 95 o +  | 4     |
| 0     | 90 a 94 | 0     |
| 0     | 85 a 89 | 0     |
| 0     | 80 a 84 | 4     |
| 4     | 75 a 79 | 8     |
| 8     | 70 a 74 | 8     |
| 0     | 65 a 69 | 0     |
| 4     | 60 a 64 | 4     |
| 4     | 55 a 59 | 4     |
| 24    | 50 a 54 | 20    |
| 16    | 45 a 49 | 0     |
| 4     | 40 a 44 | 12    |
| 12    | 35 a 39 | 12    |
| 0     | 30 a 34 | 12    |
| 4     | 25 a 29 | 8     |
| 12    | 20 a 24 | 0     |
| 20    | 15 a 19 | 20    |
| 8     | 10 a 14 | 12    |
| 0     | 5 a 9   | 16    |
| 12    | 0 a 4   | 0     |

## Economia
El 2007 la població en edat de treballar era de 178 persones, 153 eren actives i 25 eren inactives. De les 153 persones actives 142 estaven ocupades (74 homes i 68 dones) i 11 estaven aturades (2 homes i 9 dones). De les 25 persones inactives 14 estaven jubilades, 8 estaven estudiant i 3 estaven classificades com a «altres inactius».

### Ingressos
El 2009 a Jeurre hi havia 104 unitats fiscals que integraven 264 persones, la mediana anual d'ingressos fiscals per persona era de 17.777 €.

### Activitats econòmiques
Dels 14 establiments que hi havia el 2007, 1 era d'una empresa extractiva, 5 d'empreses de fabricació d'altres productes industrials, 1 d'una empresa de comerç i reparació d'automòbils, 2 d'empreses de transport, 1 d'una empresa financera, 1 d'una empresa immobiliària, 1 d'una empresa de serveis i 2 d'empreses classificades com a «altres activitats de serveis».
L'any 2000 a Jeurre hi havia 3 explotacions agrícoles.

## Equipaments sanitaris i escolars
El 2009 hi havia una escola elemental integrada dins d'un grup escolar amb les comunes properes formant una escola dispersa.

## Poblacions més properes
El següent diagrama mostra les poblacions més properes.